# Spatulina
Spatulina är ett släkte av tvåvingar. Spatulina ingår i familjen snäppflugor.
Kladogram enligt Catalogue of Life:
| Spatulina | \| \| Spatulina engeli \| \| \| \| \| \| Spatulina sinensis \| \| \| \| |
|           | \| \| Spatulina engeli \| \| \| \| \| \| Spatulina sinensis \| \| \| \| |
|           | Spatulina engeli                                                        |
|           |                                                                         |
|           | Spatulina sinensis                                                      |
|           |                                                                         |